# جون فيتزر
جون فيتزر (بالإنجليزية: John Fetzer)‏ هو شخصية أعمال أمريكي، ولد في 25 مارس 1901 في ديكاتور في الولايات المتحدة، وتوفي في 20 فبراير 1991 في هونولولو في الولايات المتحدة.